# ۵۴۲ (پیش از میلاد)
۵۴۲ (پیش از میلاد) ۵۴۲مین سال قبل از تقویم میلادی است.